# Хауэлл, Уолтер
Уолтер Невилл Хауэлл (англ. Walter Neville Howell) — австралийский гребец, бронзовый призёр летних Олимпийских игр (1956).

## Биография
Уолтер Невилл Хауэлл родился 17 декабря 1929 года в городе Престон, штат Виктория. Первоначально занимался греблей в гребном клубе Мельбурна, а затем перешёл в гребной клуб Бэнкса. В 1951 году Хауэлл был выбран для участия в Кубке короля на Австралийской регате, представляя штат Виктория. С 1951 по 1962 годах он был участником почти всех экипажей от своего штата, пропустив лишь два турнира. В этих десяти состязаниях он одержал шесть побед, завоевал три серебряные и одну бронзовую медали.
В 1956 году для участия на Олимпийских играх в Мельбурне команда Хауэлла была выбрана в качестве австралийской восьмёрки. На этом турнире австралийская восьмёрка уступила американскому и канадскому экипажам и завоевала бронзовую медаль. Четыре года спустя он был выбран вместе со своим товарищем по команде Полом Гестом и рулевым Иэном Джонстоном для участия в гонках австралийской пары с рулевым на Олимпийских играх 1960 года в Риме. Их команда выбыла в повторном турнире.
Команда Кубка короля 1962 года от штата Виктория была выбрана в качестве австралийской восьмерки для участия в Играх Содружества 1962 года, где Хауэлл завоевал золотую медаль. В 1962 году они также представляли Австралию на чемпионате мира 1962 года в Люцерне, где заняли пятое место.